# West Air Sweden

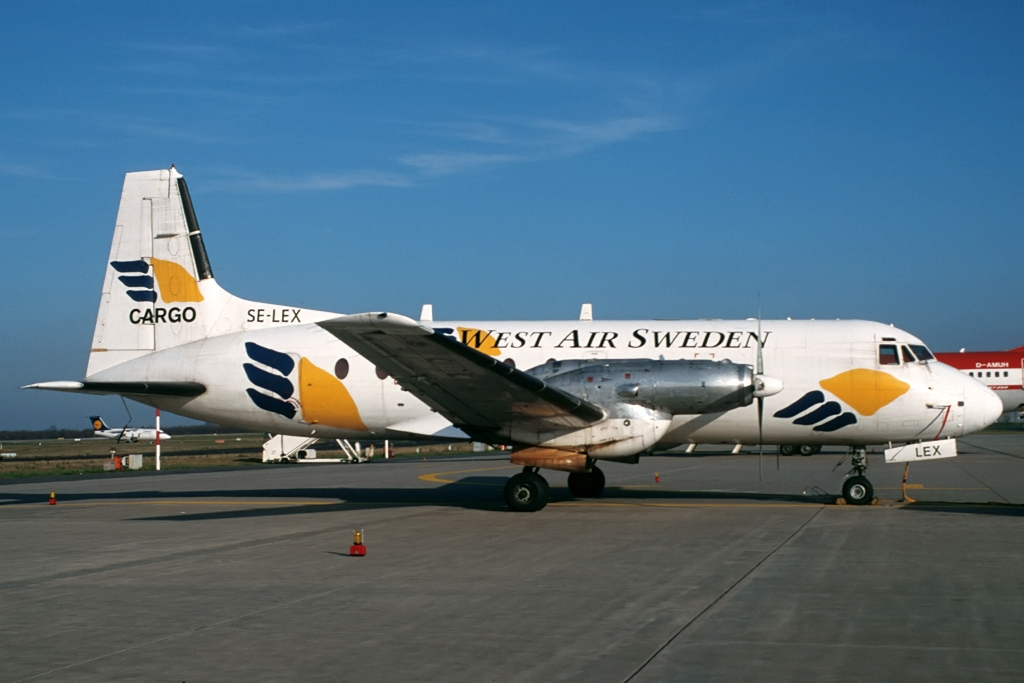
West Air Sweden

West Air Sweden is een vrachtluchtvaartmaatschappij met als thuishaven Göteborg in Zweden. Zij levert reguliere en ad-hocchartervrachtdiensten voor FedEx, DHL, TNT en UPS. Naar een contract met de Zweedse postdienst levert West Air Sweden 6 nachten per week luchtpostdiensten. West Air Sweden is gestationeerd op Lidköping Airport (LDK) en Sturup Airport (MMX) in Malmö.

## Code informatie
- IATA Code: PT
- ICAO Code: SWN
- Roepletters: Air Sweden

## Geschiedenis
De luchtvaartmaatschappij werd in 1955 gesticht onder de naam LBF-Eda Varken en leverde luchttaxivluchten. De naam veranderde in 1982 in Abal Air en in West Air Sweden in 1992. In mei 1997 werd het een vrachtluchtvaartmaatschappij toen zij reguliere passagiersvluchten tussen Säve (Göteborg) en Sundsvall stopte.

## Luchtvloot
De luchtvloot van West Air Sweden bestaat uit (januari 2016):
- 26(+7 verwacht) BAe ATP's
- 1 ATR 72F
- 3 Boeing 767-200F's
- 2, vroeger 3(1 verongelukt tijdens West Air Sweden vlucht 294) Bombardier CRJ200F's.[2]: